# Операция на острове Ндзуани
Опера́ция на́ о́строве Ндзуани — военная операция вооружённых сил Коморских Островов, Франции, Ливии, Сенегала, Судана и Танзании против сепаратистов острова Ндзуани с 25 по 26 марта 2008 года.

## Предпосылки
Остров Ндзуани входит в состав Коморских Островов, располагается между Мадагаскаром и континентальной Африкой и является вторым по величине островом архипелага. Ещё в XX веке остров старался выйти из состава федерации и стать независимым государством. В 1997 году власти Ндзуани попытались вернуть остров под контроль Франции, которой он раньше принадлежал. Однако французское правительство отказалось. В 2001 году остров добился автономии в составе Коморских Островов, на нём произошла попытка переворота, подавленная войсками Коморских Островов. В 2007 году на выборах победил полковник Мохамед Бакар, который категорически отказался подчиняться центральным властям и фактически создал независимое государство.

## Ход событий
В сложившейся ситуации президент Коморских Островов обратился за помощью к Африканскому союзу. Помощь предоставили в первую очередь Судан и Танзания. Также отозвались Сенегал и Ливия, а Франция предоставила Коморам технику и транспорт. Против проведения операции высказалась ЮАР.
26 марта 2008 года на Ндзуани десантировались силы этих стран. После череды непродолжительных столкновений остров был взят под контроль Африканским союзом, а сам Мохамед Бакар переоделся в женское платье и бежал на Майотту.

## Последствия
По словам экспертов, операция имела важное значение в первую очередь для Судана и Танзании, в которых сложились подобные ситуации. Африканский союз продемонстрировал свою способность самостоятельно решать проблемы без помощи со стороны. Один французский эксперт заявил: «Африканскому союзу было необходимо показать нетерпимость к сепаратизму, который стал бичом африканских стран. Небольшая победоносная война — это то, что нужно и для демонстрации этой нетерпимости, и для того, чтобы было чем хвалиться в военном отношении».